# Lista över motorbåtar konstruerade av C.G. Pettersson

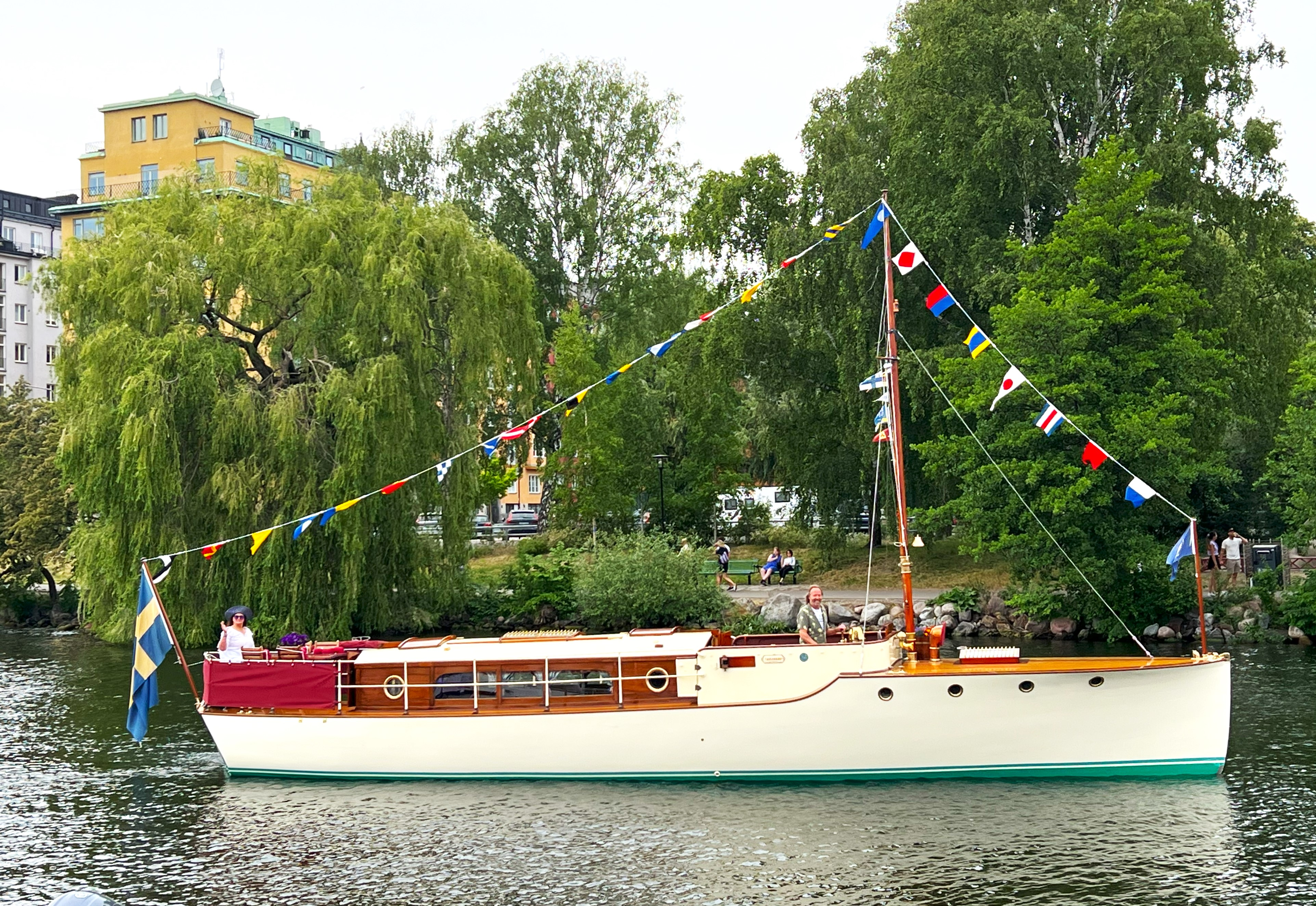
M/Y Saraband, byggd 1914

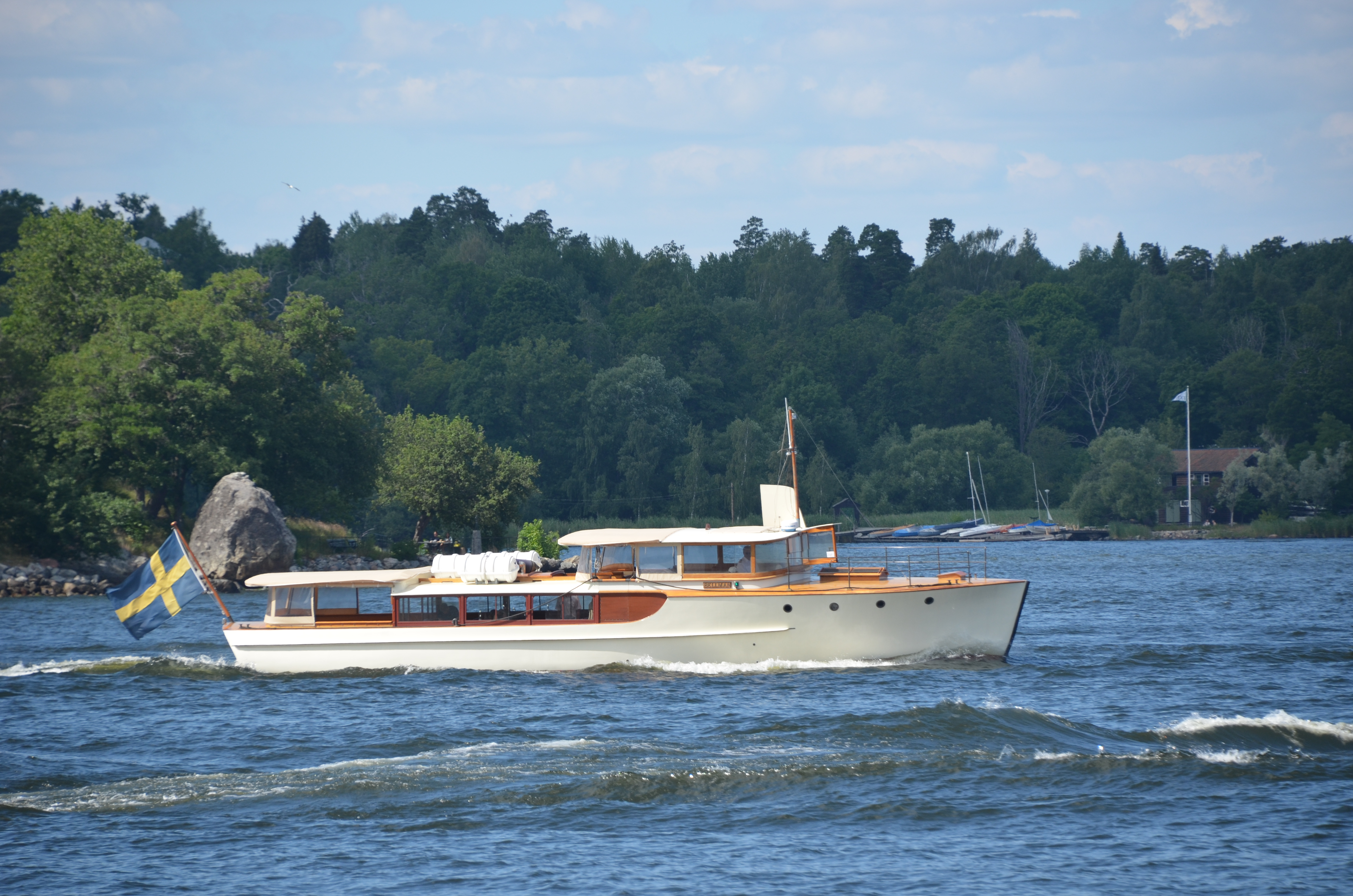
M/S Bellman, byggd 1938

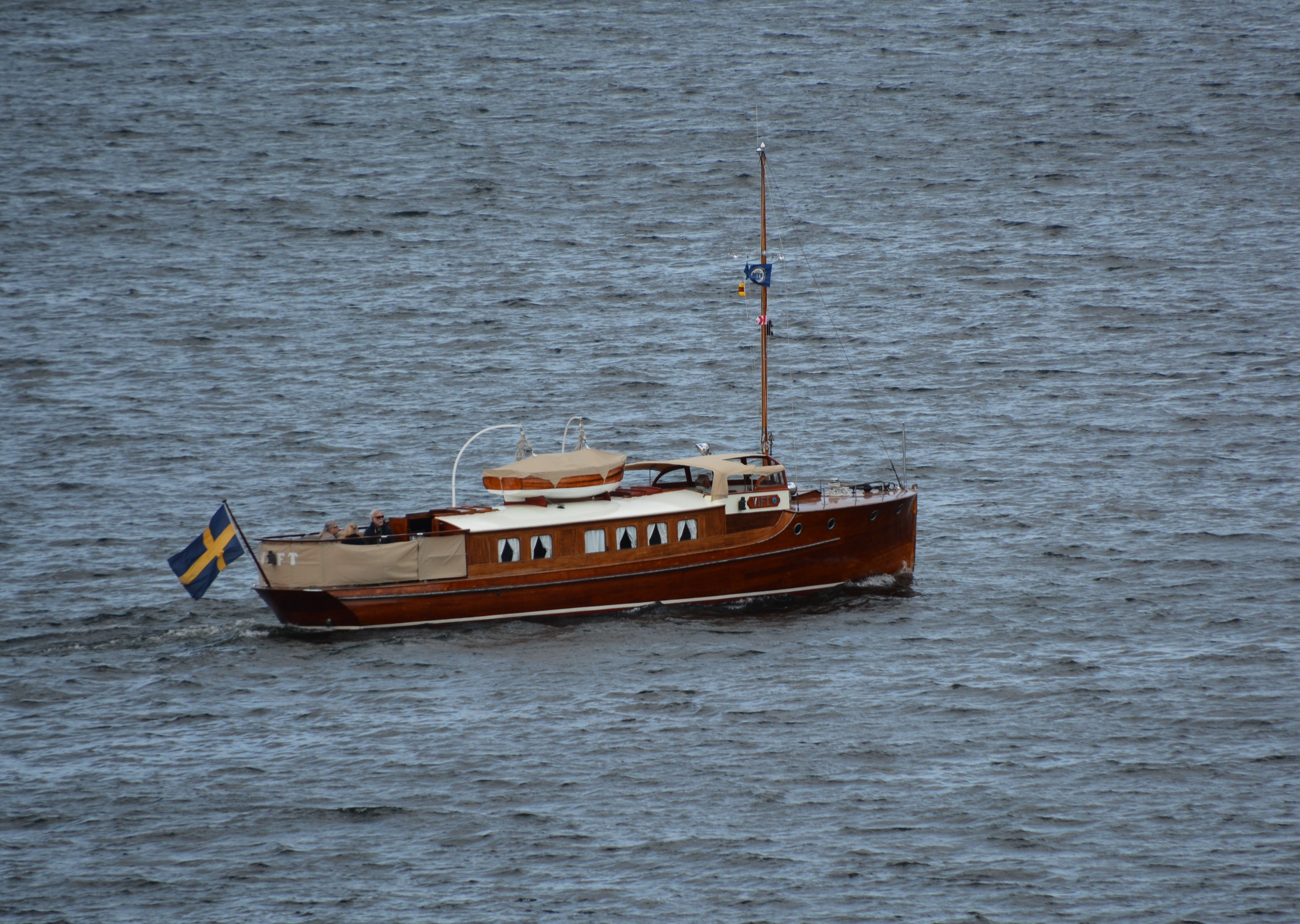
M/Y Vift, byggd 1916

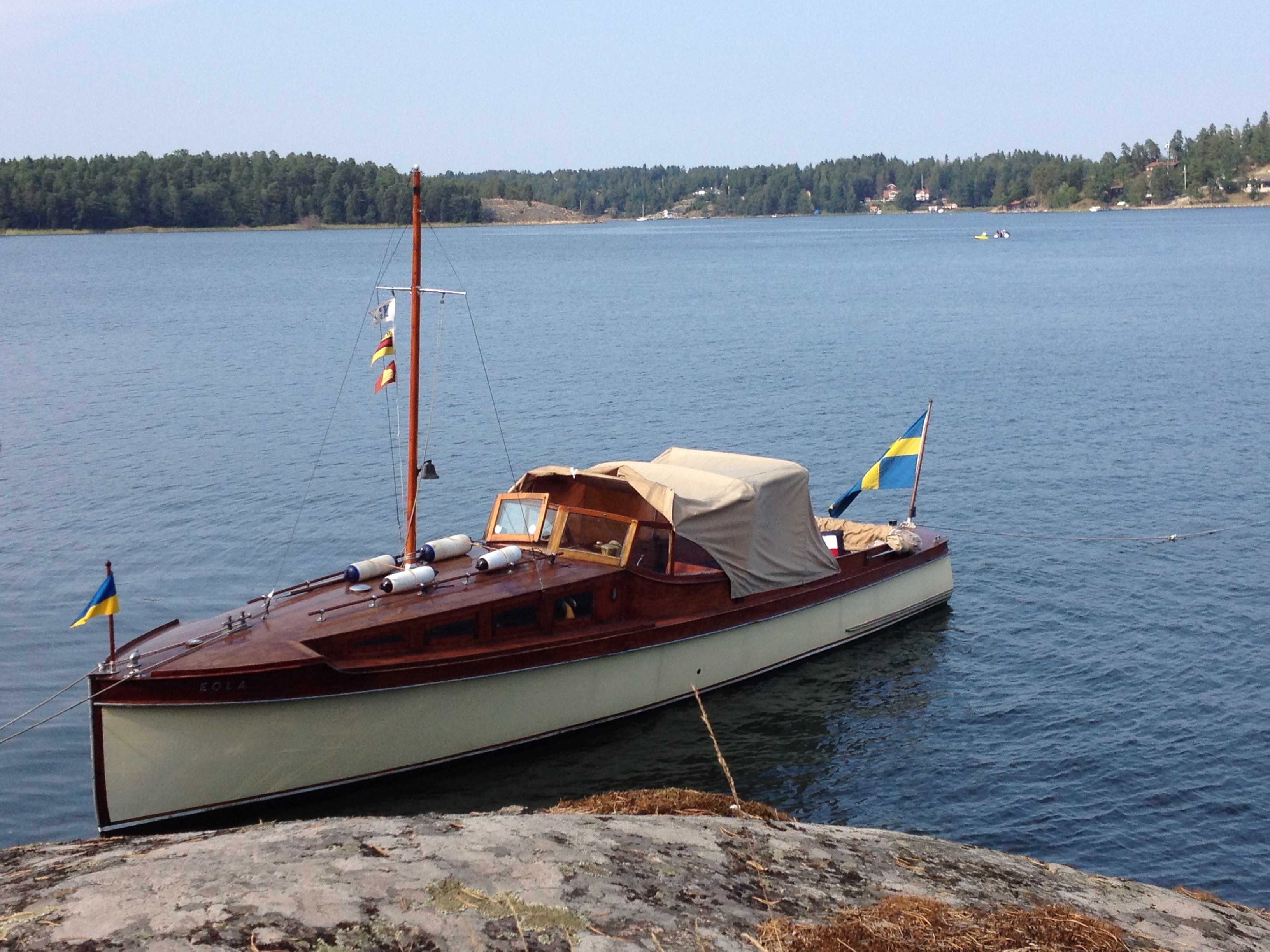
M/Y Eola, byggd 1910

Lista över motorbåtar konstruerade av C.G. Pettersson är en ofullständig lista över motorbåtar, som ritats av C.G. Pettersson.
Petterssonbåt är ett begrepp som används för långsmala inomskärsmotorbåtar av trä av den typ, som blev känd i Sverige med C.G. Petterssons konstruktioner från tidigt 1900-tal. Listan upptar dock endast båtar som ritats av just Carl Gustaf Pettersson. 

## Konstruerade fartyg i urval
- 1904 Vikingen, Reversators varv, Ramsö
- 1905 Plurr, Reversators varv, Ramsö
- 1905 M/Y Nordstjernan, Reversators varv, Ramsö
- 1905 M/Y Tirfing, Reversators varv, Ramsö
- 1906 M/Y Belsebub, Reversators varv, Ramsö
- 1906 M/Y Sexan, Reversators varv, Ramsö
- 1906–1907 M/Y Salome för Josef Sachs, Reversators varv, Ramsö
- 1907 M/Y Vi Tre, AB Gustaf Ericssons Automobilfabrik, Stockholm
- 1907 Motorbåten Clarenca, AB Gustaf Ericssons Automobilfabrik, Stockholm
- 1910 M/Y Valkyrian, Nymans Verkstäder, Uppsala
- 1910 M/Y Eola, Gustafsson & Anderssons Varvs & Mekaniska verkstad AB, på Kungsholmen i Stockholm
- 1911 M/Y Indépendance, Hästholmsvarvet, Saltsjöbaden
- 1911 M/Y Olympic, Janne Nymans varf
- 1911-12 M/Y Wiking V på Löfholmsvarvet i Stockholm för C.G. Pettersson själv
- 1912 M/Y Maromi, Löfholmsvarvet, Stockholm
- 1912 M/Y Tripas, Löfholmsvarvet, Stockholm
- 1912 M/Y Dido, J.V. Svensons Motorfabrik, Nacka
- 1912 M/Y Fiorella, Bröderna Larssons varv och mekaniska verkstad, Kristinehamn
- 1913 M/Y Astrella, Bröderna Larssons varv och mekaniska verkstad, Kristinehamn
- 1913 M/Y Lillan, okänt varv
- 1913 M/Y Viking VI, Fittja båtvarv
- 1914 M/Y Saraband, Fittja båtvarv
- 1914 M/Y Sir James, okänt varv
- 1914 M/Y Marie, Sjöexpress, Lidingö
- 1915 M/Y Vift
- 1915 M/Y Queen Anne, Bröderna Larssons varv och mekaniska verkstad, Kristinehamn
- 1915 M/Y Thelma IV, senare M/Y Gladan, Eriksbergs Mekaniska Verkstad i Göteborg
- Omkring 1915 M/Y Mysig, okänt varv
- 1916 M/Y Minsann, Bröderna Larssons varv och mekaniska verkstad, Kristinehamn
- 1916 M/Y Lilian II, Södra varvet, Stockholm
- 1916 M/Y Vift, Bröderna Larssons varv och mekaniska verkstad, Kristinehamn
- 1916 M/Y Vinga, Eriksbergs varv, Göteborg
- 1916 M/Y Muscat, Bröderna Janssons båtvarv, Stockholm
- 1917 M/Y Naja, Hästholmsvarvet, Lidingö
- 1917 M/Y Geishan, Stockholms Båtbyggeri
- 1917 M/Y Carla III, Bröderna Larssons varv och mekaniska verkstad, Kristinehamn
- 1918 M/Y Agnes II, Rosättra Båtvarv, Norrtälje
- 1918 M/Y Svea, Torsviks varv, Lidingö
- 1918 M/Y Helena, Bröderna Larssons varv och mekaniska verkstad, Kristinehamn
- 1919 M/Y Raket, okänt varc
- 1920 M/Y Tay, Bergsunds mekaniska verkstad, Stockholm
- 1920 M/Y Albertina, Bröderna Larssons varv och mekaniska verkstad, Kristinehamn
- 1921 M/Y Atina, Pabst Werft, Köpenick, Berlin, Tyskland
- 1921–1922 M/Y Burret, Pabst Werft, Köpenick, Berlin Tyskland
- 1922 M/Y Ejdern, Hästholmsvarvet, Lidingö
- 1922 M/Y Karl, okänt varv
- 1923 M/Y Zero, Bröderna Larssons varv och mekaniska verkstad, Kristinehamn
- 1923 M/Y Silva, Lundin & Johansson, Önnered, Göteborg
- 1923 M/Y Tatjana III, Fisksätra varv, Saltsjöbaden
- 1924 Tv 12, Lundin & Johansson, Önnered, Göteborg
- 1924 M/Y Mariana, tidigare tullkryssaren Tv 13, Lundin & Johansson, Önnered, Göteborg
- 1925 M/Y Cigli, Fröbergs varv, Lidingö
- 1925 M/Y Elisabeth, Fröbergs varv, Lidingö
- 1925 M/Y Calina, Bröderna Larssons varv och mekaniska verkstad, Kristinehamn
- 1925 M/Y Wiking X, Rosättra Båtvarv, Norrtälje
- 1926 M/Y Spirit, Svindersviks Varv
- 1926 M/Y Arken, AB Gustafsson och Andersson, Lidingö
- 1927 M/Y Skum, Fittja varv
- 1927 M/Y Stella Marina, Gustafsson & Anderssons varv, Lidingö
- 1928 M/Y Ian, Ängholmens varv, Långedrag
- 1928 M/Y Abu Markub, B. Pålssons Båtvarv, 1928
- 1929 M/Y Anitra, Rosättra varv, Norrtälje
- 1929 M/Y Wiking XI, Fisksätra varv (sista båten med namnet Wiking)
- 1929 M/Y Raya, Fröbergs varv, Lidingö
- 1929 M/Y Missan, Abrahamsson & Börjessons varv, Ramsö, Vaxholm
- 1929 M/Y Anitra, Rosättra Båtvarv, Norrtälje
- 1929 M/Y Missan, Abrahamsson & Börjessons varv, Ramsö, Vaxholm
- 1929 M/Y Tatjana III, Fisksätra varv
- 1929 M/Y Lady, Fisksätra varv
- 1929–1930 M/Y Corneville, Fröbergs båtvarv, Lidingö
- 1930 M/Y Dora, Tynningö Båtvarv, Tynningö
- 1931 M/Y Carl Stuart, Rosättra Båtvarv, Norrtälje
- 1931 M/Y Vidar III, Allmags livbåtvarv, Orust
- 1931 M/Y Tetis, Bröderna Larssons varv och mekaniska verkstad, Kristinehamn
- 1932 M/Y Graziella, Fröbergs varv, Lidingö
- 1932 M/Y Eje, Räknäs varv, Gustavsberg
- 1932 M/Y Saritta, ett av varven på Liljeholmen i Stockholm
- 1932 M/Y Parbleu, Fisksätra varv
- 1933 Polisbåt No. 1, till Stockholms hamnpolis, Gräddö båtvarv
- 1933 M/Y Liss, amatörbygge
- 1933 M/Y Ran, Olof Olsson på Saxemara båtvarv, Ronneby
- 1934 M/Y Singun, Ängholmens Yacht-& Motorbåtsvarv, Göteborg
- 1934 M/Y Margona, Fröbergs båtvarv, Lidingö
- 1934 M/Y Talula, Fröbergs båtvarv, Lidingö
- 1934 M/Y Rally 1934, Hjalmar Janssons båtvarv
- 1934 M/Y Mufflaren, Trosa varv, Trosa
- 1934 M/Y Skum II, Söderholms varv, Arkösund
- 1934 M/Y Mon Ami, okänt varv
- 1936 M/Y Gunnan, Bröderna Janssons båtbyggeri
- 1936 M/Y Korpen, Sjöexpress, Lidingö
- 1936 M/Y Vinco V, Fisksätra varv
- 1936 M/Y Havsörn II, Gräddö båtvarv, Gräddö
- 1936 M/Y Jarry, Arvidssons söners båtvarv
- 1937 M/Y Wiseamiral W.W. Stockfleth, Bröderna Larssons varv och mekaniska verkstad, Kristinehamn
- 1938 M/Y Poseidon, Sjöexpress, Lidingö
- 1938 M/Y Sigtunaturisten, Ernst Erikssons Båtvarv, Flottsund
- 1936 M/Y Pontus, N Sundins varv i Docksta, Kramfors
- 1939 M/Y Vineta II, Erikssons varv, Stallarholmen
- 1939 M/Y Olle V, Karlssons båtvarv
- 1939 M/Y Springtime, Fröbergs båtvarv, Lidingö
- 1939 S/Y Rummy, byggd som tullkryssare för Tullverket, Rosättra Båtvarv, Norrtälje
- 1939 M/Y Madame X, Ekensbergs varv
- 1945 M/Y Ing-Gun, dubbelruffad snipa, K G Munthers båtbyggeri, Trollhättan
- 1948 M/Y Sanna, Öregrundsvarvet (numera Marinteknik Verkstads AB)
- 1948 M/Y Strix, Norrvikens båtvarv
- 1955–1956 M/Y Margaux, Linus Jansson, Östhammar, efter ritningar daterade 1951

## Bildgalleri

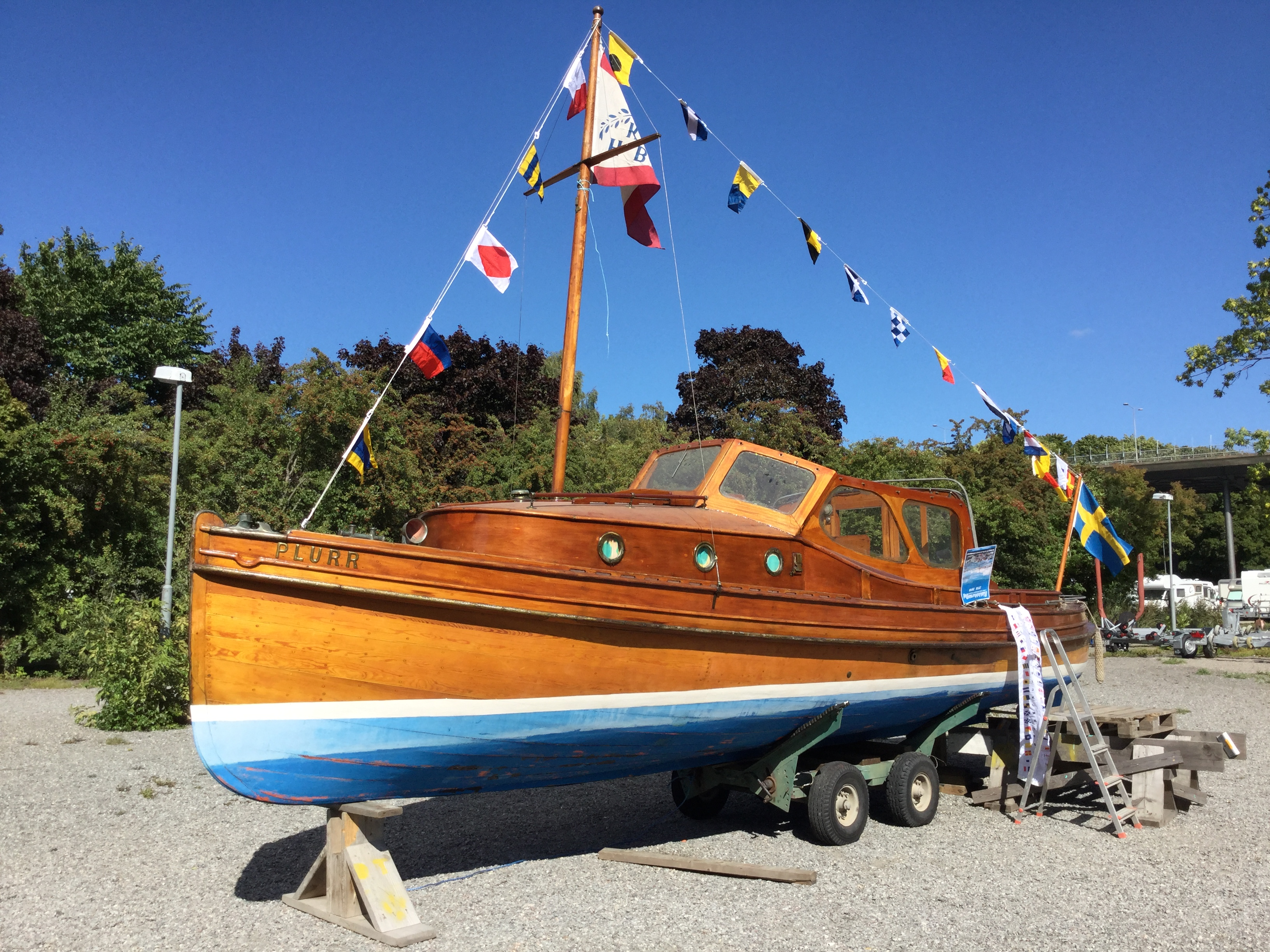
M/Y Plurr från 1905
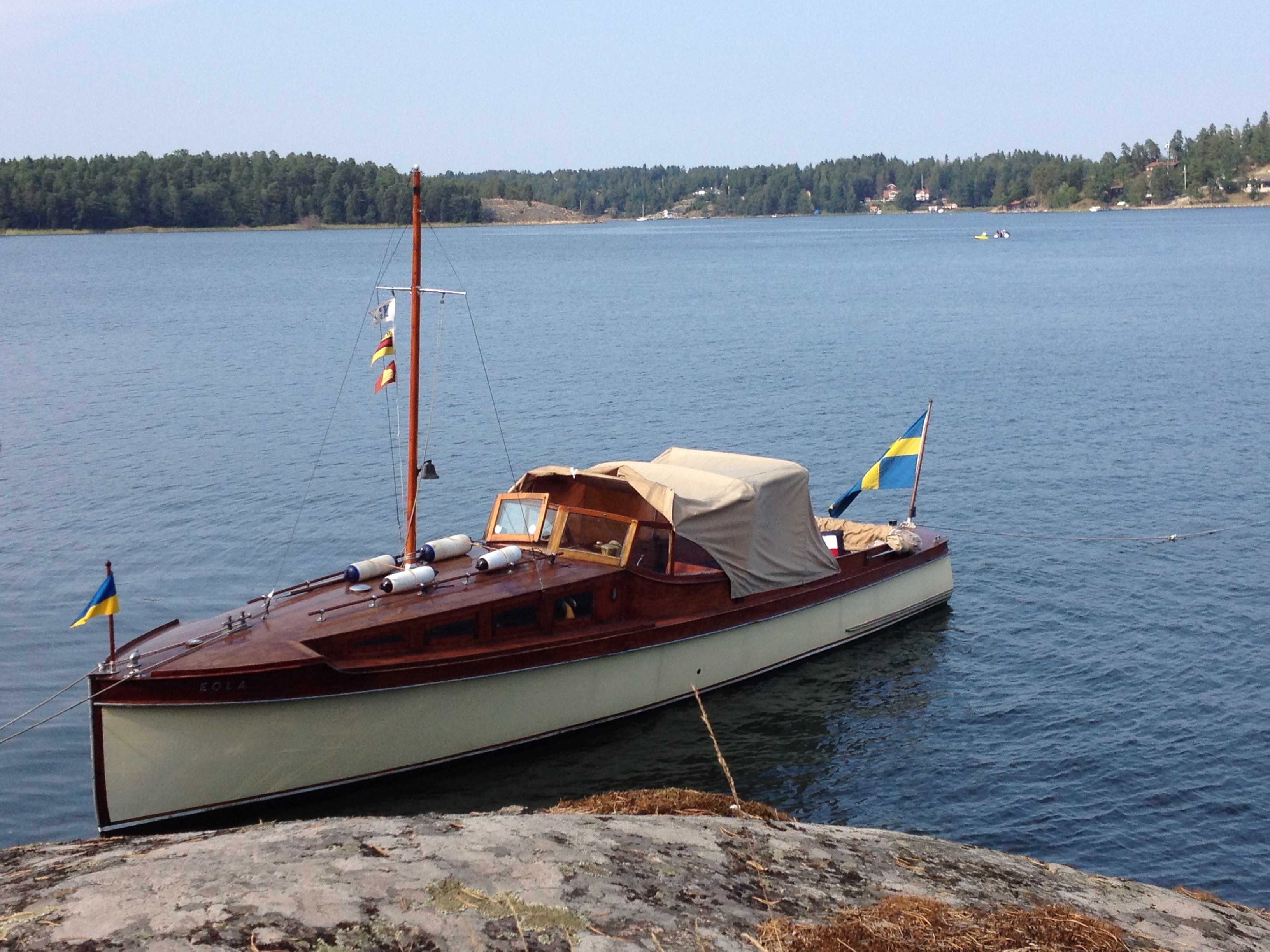
M/Y Eola från 1910
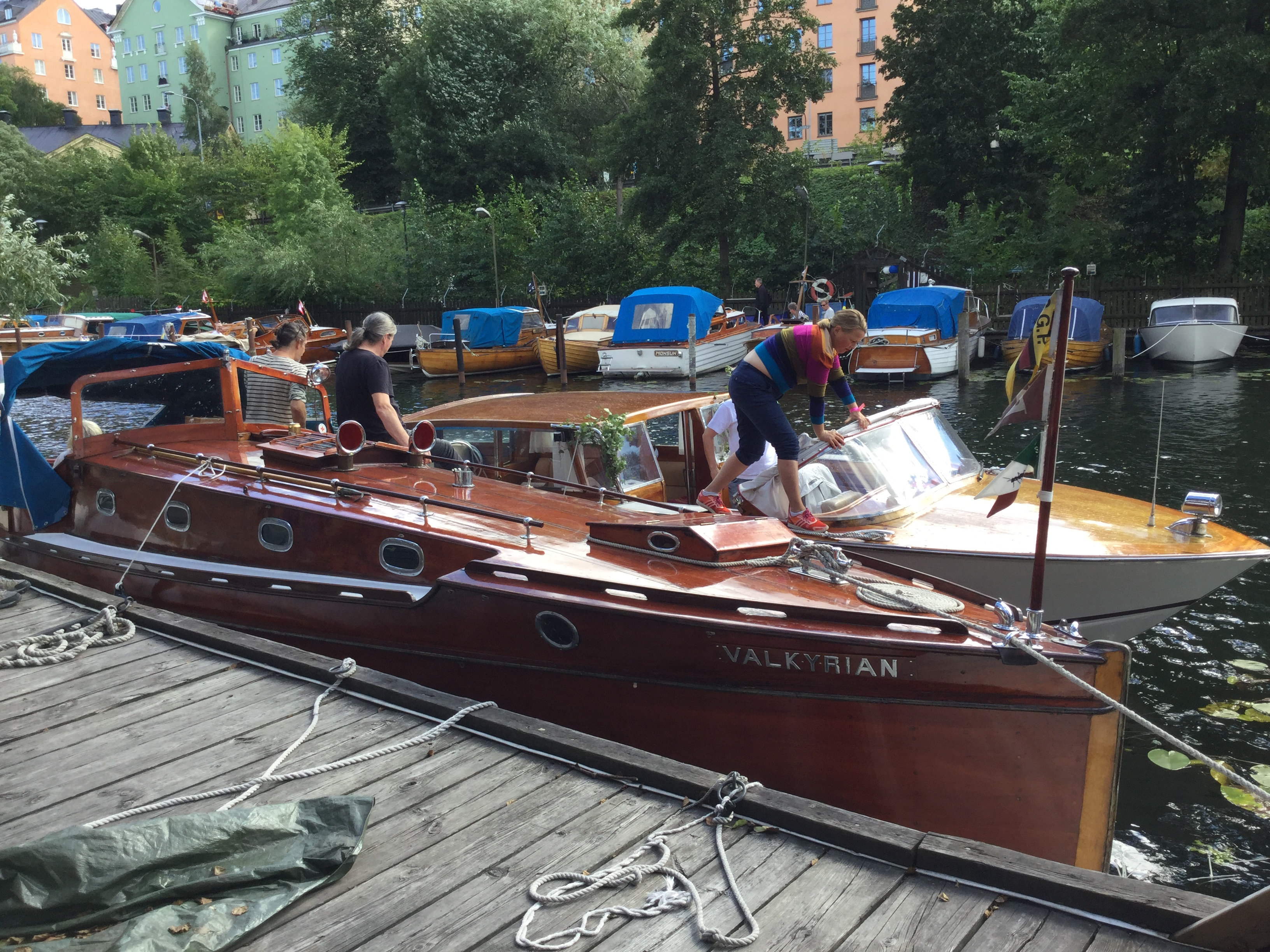
M/Y Valkyrian från 1910
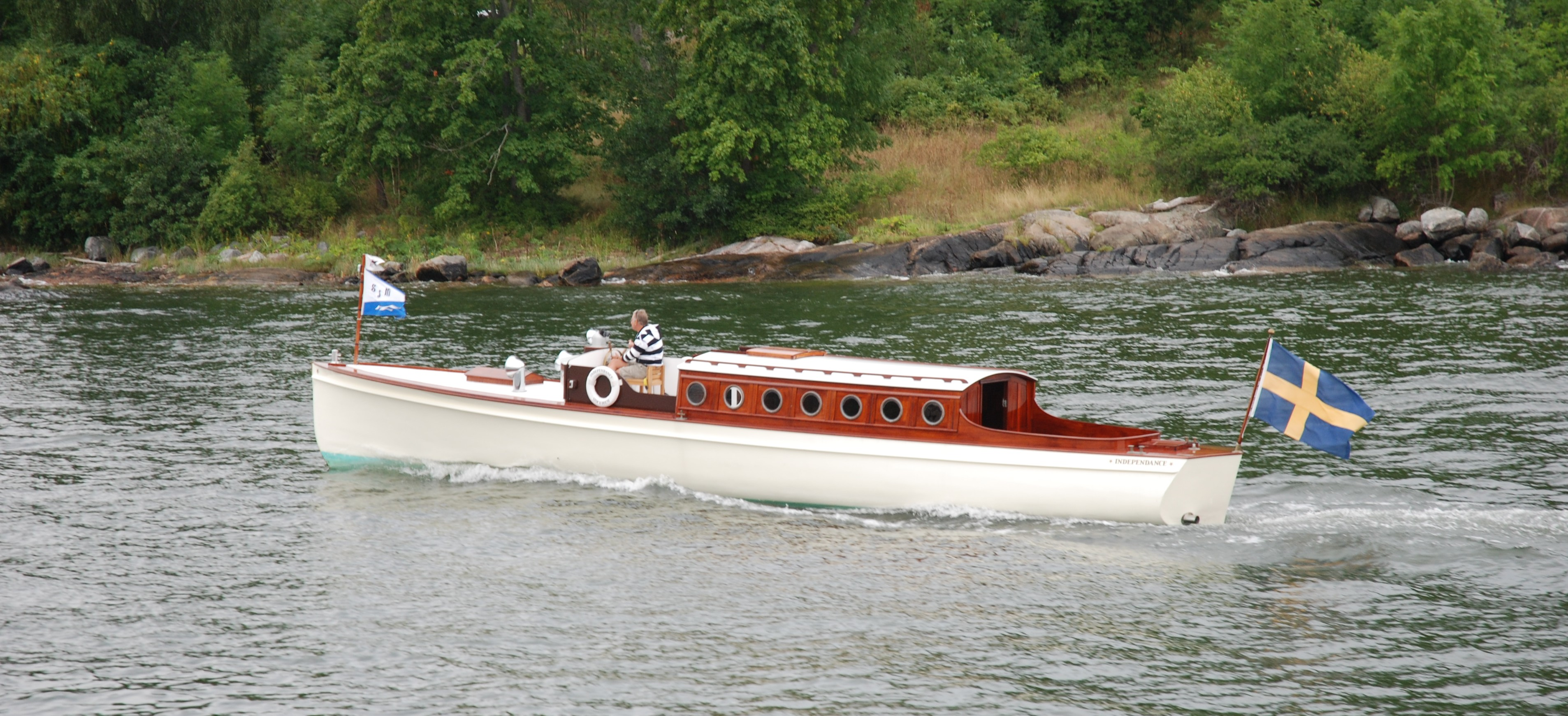
M/Y Indépendance, 1911
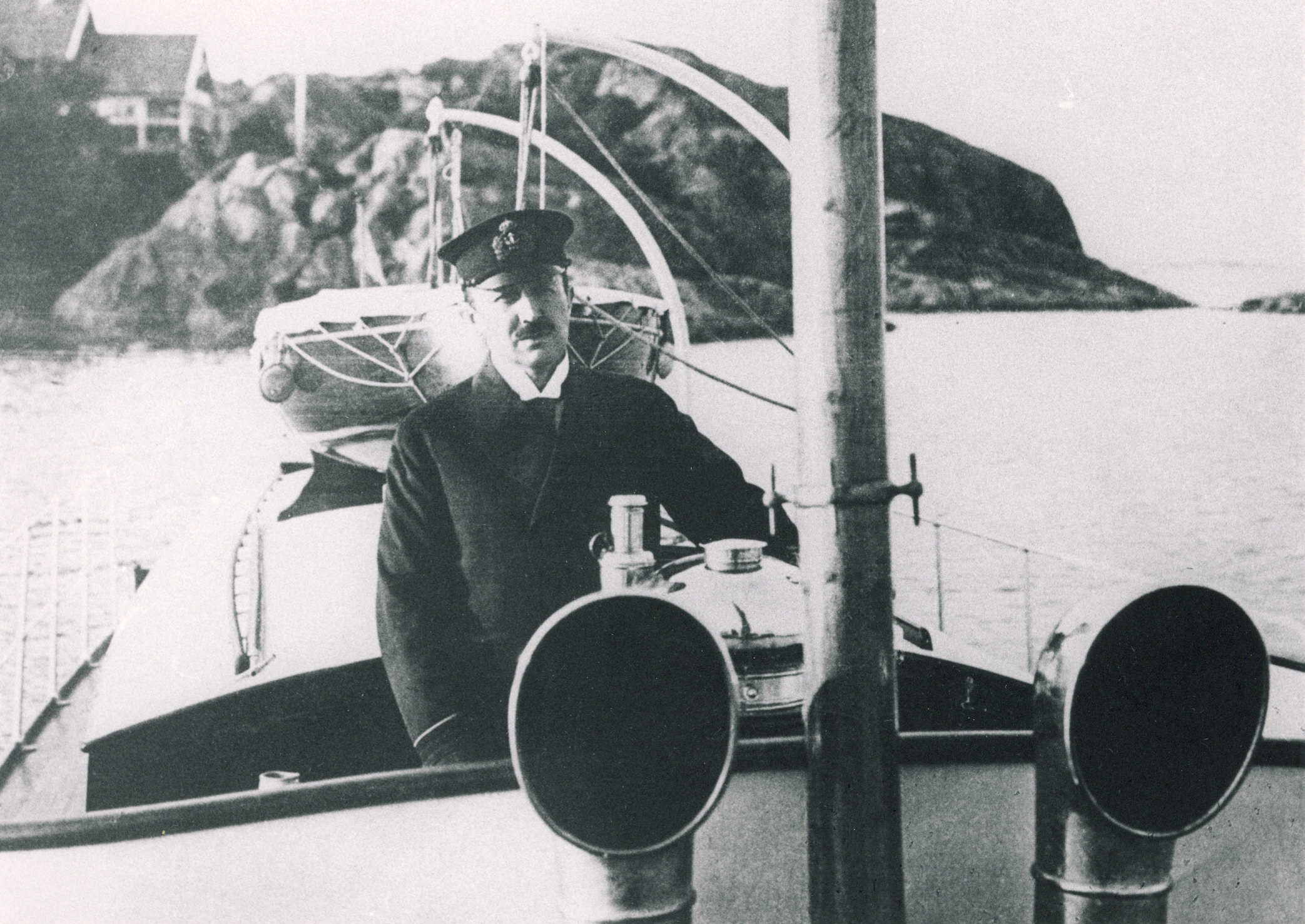
Gunnar Tellander på M/Y Gladan 1917
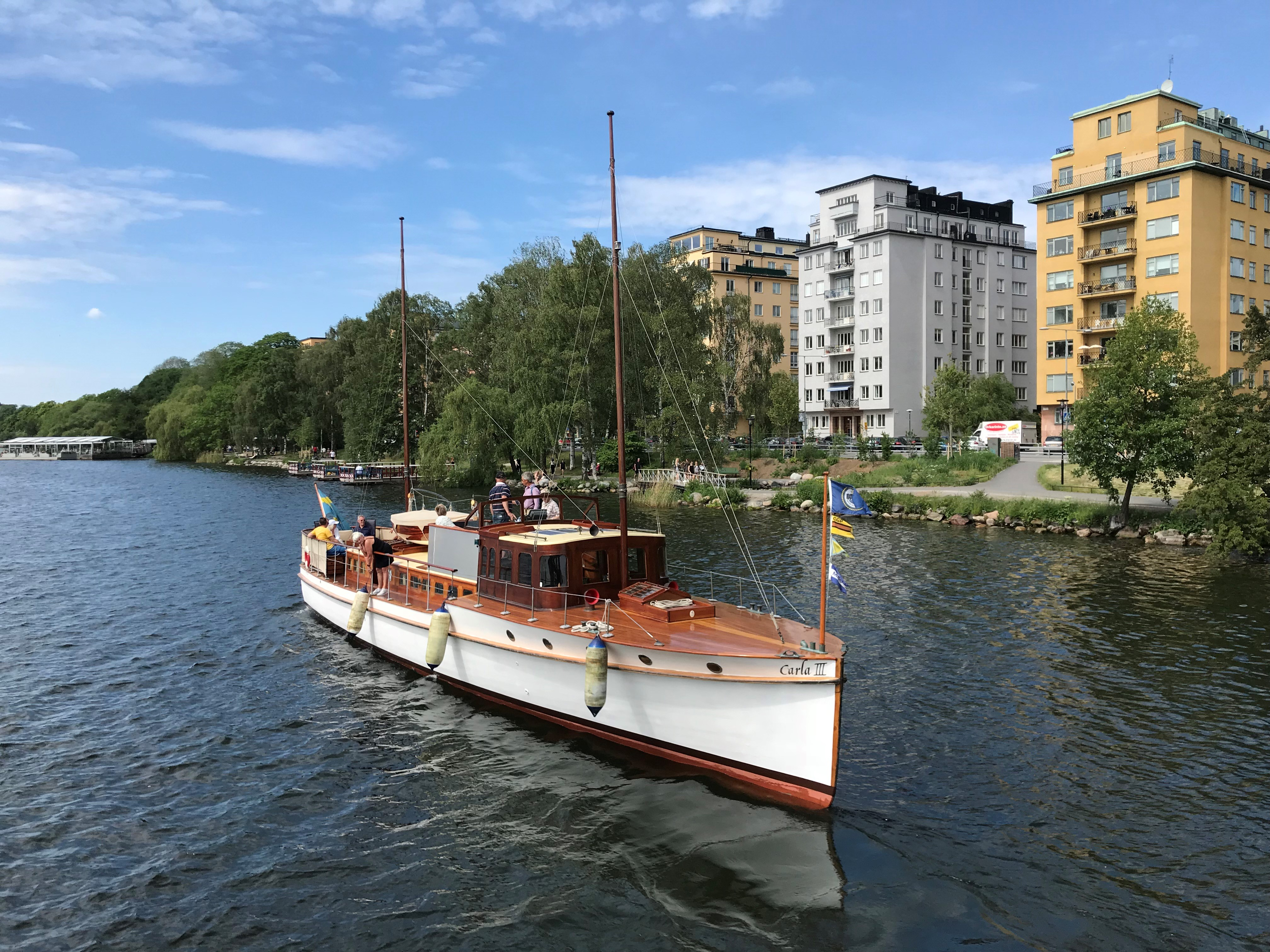
M/Y Carla III från 1917
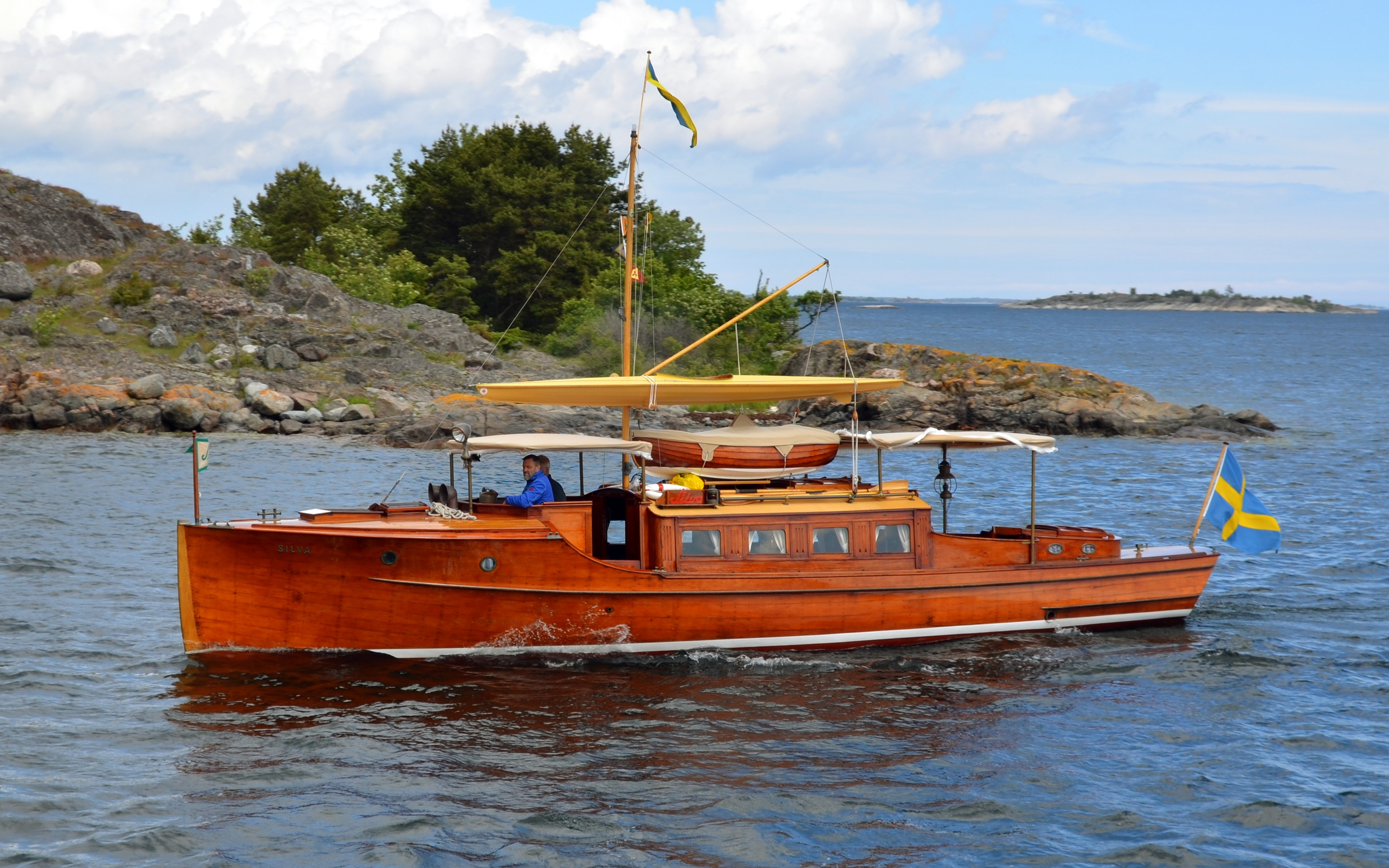
M/Y Silva från 1923
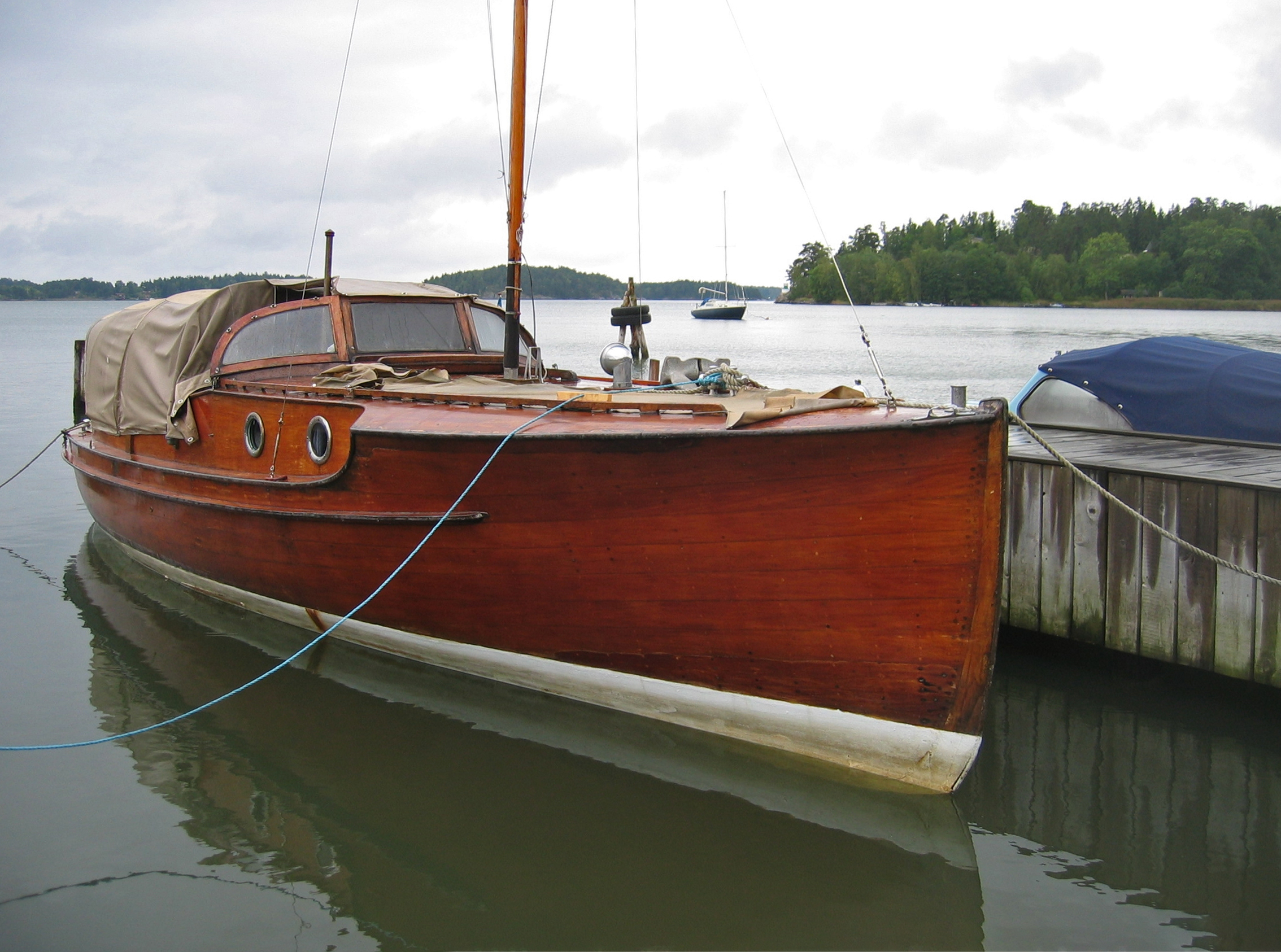
M/Y Wiking X, 1925
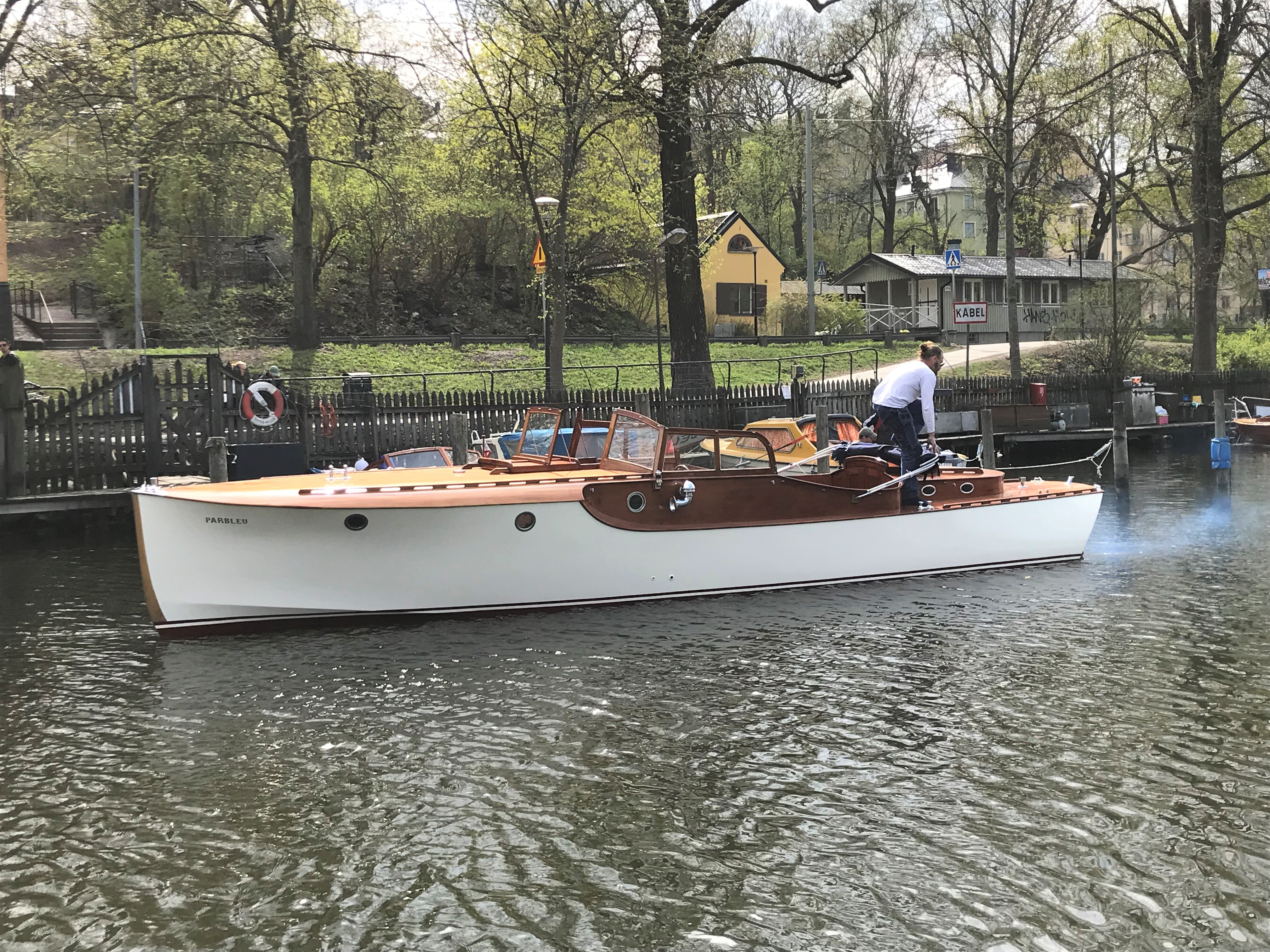
M/Y Parbleu från 1932
M/Y Liss från 1933